# Asuksak Island
Asuksak Island ist eine kleine unbewohnte Insel der Andreanof Islands, die zu den Aleuten 
gehören. Das 1,6 km lange und 21 m hohe Eiland liegt westlich von Umak Island und südlich von Great Sitkin Island. 
1852 wurde Asuksak von Michail Tebenkow erstmals in den Seekarten als „O(strov) Asukhsakh“ verzeichnet. Der Name ist wahrscheinlich von dem aleutischen Wort „asux“, was so viel wie Kessel bedeutet, abgeleitet.